# Centistes spasskensis
Centistes spasskensis är en stekelart som beskrevs av Sergey A. Belokobylskij 1992. Centistes spasskensis ingår i släktet Centistes och familjen bracksteklar. Inga underarter finns listade.